# Titularbistum Leuce
Leuce ist ein Titularbistum der römisch-katholischen Kirche. 
Der antike Bischofssitz gehörte zu Leuke Akte in Thrakien und gehörte der Kirchenprovinz Philippopolis in Thracia an.
| Titularbischöfe von Leuce |                                           |                                                                                        |                   |                   |
| Nr.                       | Name                                      | Amt                                                                                    | von               | bis               |
| 1                         | Nicola Saverio Albini                     |                                                                                        | 20. Januar 1727   | 8. Januar 1731    |
| 2                         | Ignatius Franciscus Ladislaus Mednyánszky |                                                                                        | 3. September 1731 | 6. Dezember 1733  |
| 3                         | Stanisław Żarnowiecki                     | Weihbischof in Posen (Polen)                                                           | 26. Juni 1805     | 25. Januar 1808   |
| 4                         | Filippo de Angelis                        | Koadjutorbischof von Montefiascone (Italien)                                           | 3. Juli 1826      | 15. März 1830     |
| 5                         | Juan Fernández de Sotomayor y Picón       | Apostolischer Vikar von Cartagena (Kolumbien)                                          | 29. April 1831    | 19. Dezember 1834 |
| 6                         | Patrick Kennedy                           | Koadjutorbischof von Killaloe, (Irland)                                                | 23. Juni 1835     | 7. Juni 1836      |
| 7                         | Dominico Angelini                         | Weihbischof im suburbikarischen Bistum Sabina                                          | 8. Juli 1839      | 26. Juni 1851     |
| 8                         | Gaetano Brinciotti                        | Weihbischof in Civitavecchia                                                           | 5. September 1851 | 23. Juni 1854     |
| 9                         | Andjelik Juraj Bedenik OFMCap             | Apostolischer Vikar von Agra, Indien                                                   | 18. Juni 1861     | 2. November 1866  |
| 10                        | Lothar von Kübel                          | Apostolischer Administrator von Freiburg (Deutschland)                                 | 20. Dezember 1867 | 3. August 1881    |
| 11                        | Giacinto Rossi OP                         |                                                                                        | 23. August 1881   | 18. November 1881 |
| 12                        | Ignacy Łobos                              | Weihbischof in Przemyśl (Polen)                                                        | 27. März 1882     | 15. Januar 1886   |
| 13                        | Gaetano Bacile di Castiglione             | emeritierter Bischof von Castellaneta (Italien)                                        | 7. Juni 1886      | 12. März 1931     |
| 14                        | Florentino Simón y Garriga CMF            | Prälat von São José do Alto Tocantins (Brasilien)                                      | 10. April 1931    | 23. November 1935 |
| 15                        | Teodósio Clemente de Gouveia              | Prälat von Mosambico (Mosambik)                                                        | 18. Mai 1936      | 18. Januar 1941   |
| 16                        | Carlos Labbé Márquez                      | Apostolischer Militärvikar in Chile                                                    | 30. Juni 1941     | 17. Oktober 1941  |
| 17                        | Georges Marie Paul Petit                  | Koadjutorbischof von Verdun (Frankreich)                                               | 20. Juni 1942     | 7. Januar 1946    |
| 17                        | Gabriel Paulino Bueno Couto OCarm         | Weihbischof in São Paulo (Brasilien)                                                   | 26. Oktober 1946  | 21. November 1966 |
| 18                        | Louis Vasile Pușcaș                       | Apostolischer Vikar der rumänisch-katholischen Eparchie Saint George’s in Canton (USA) | 4. Dezember 1982  | 26. März 1987     |